# Vittore Carpaccio

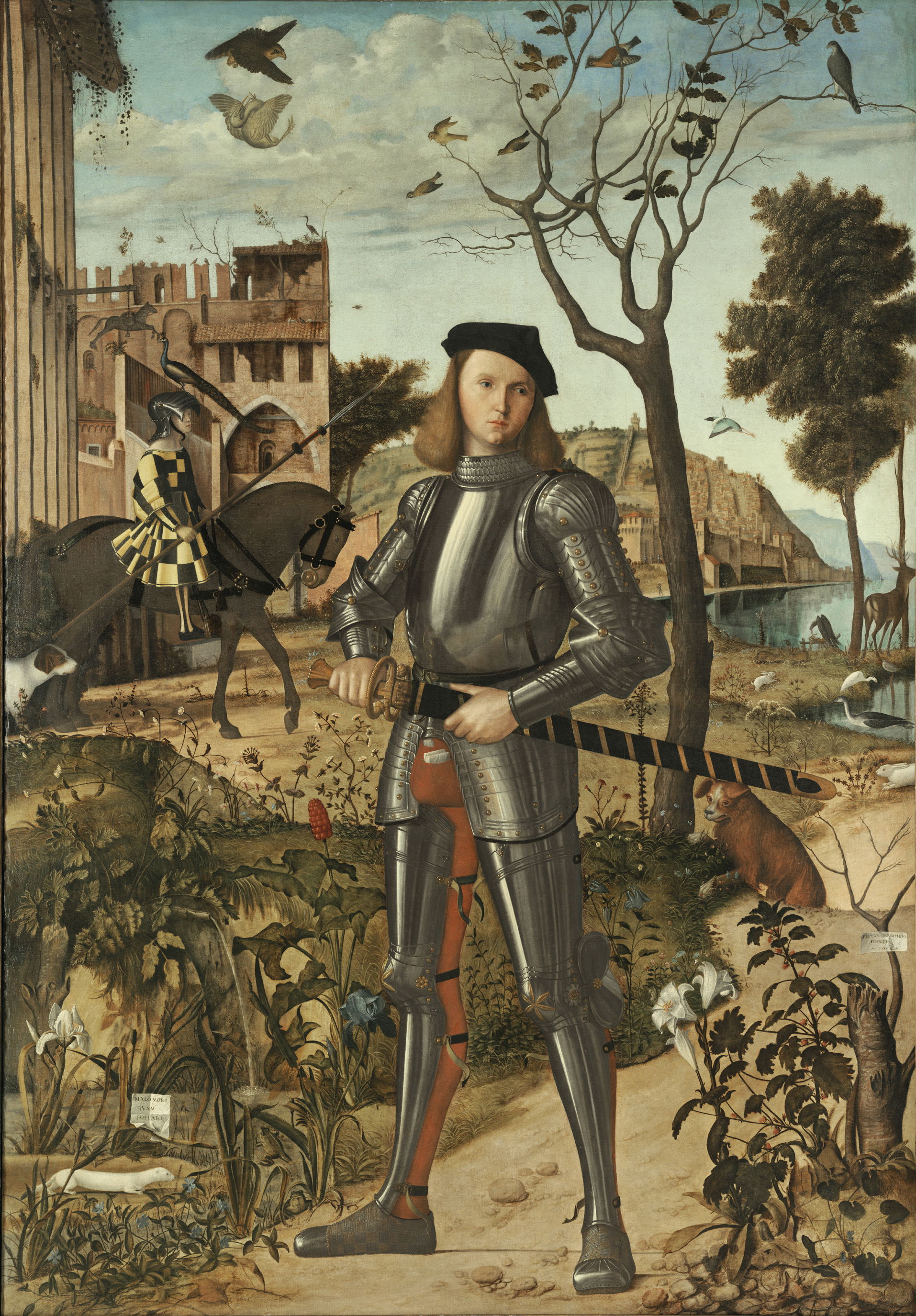
Lovag

Vittore Carpaccio (Velence, 1460 körül – 1525/1526) itáliai festő.

## Élete
Vittore Scarpazza 1460-1465 körül született, valószínűleg Velencében. Neve velencei dialektusban Scarpazza (Scarpaza, Scarpatia, vagy Scarpazo). Maga a festő is különféleképpen írja alá műveit: Vetor Scarpazo, Scarpazza, Victor Carpathio, Victoris Carpatio. Leggyakrabban azonban a reneszánsz szokáshoz alkalmazkodva a Victor Carpathius latin formát használja, vagy magát a Carpathiust (ez a görög Kárpáthosz sziget latin elnevezése). Az elsők, akik Carpacciónak nevezik, olasz művészettörténészek: Ridolfi (1648-ban) és Marco Boschini 1660-ban).
Családja a reneszánsz idején gazdaságilag igen aktív Torcello püspökséghez tartozó sziget lagúnájában elhelyezkedő Mazzorbóból származik. A Scarpazzók gyakran szerepelnek a XVI. századi Velencei Köztársaság levéltáraiban: egyikük a torcellói székesegyház kanonoka, a másik bírói tisztet tölt be. Hajóépítőüzem-tulajdonosok, jómódban élnek. Az az ág, amelyből Vittore származik, a XIV. századtól kezdve az Angelo Rafaele egyházkerületben lakik.
Vittore apja Pietro Scarpazza szőrmekereskedő – ezt nagybátyja, Zuane, a padovai Szent Orsolya-kolostor ferences szerzetesének végrendeletéből (1472) tudjuk, aki örököseiül testvérét, Pietrót és unokaöccsét, Vittorét jelöli meg. 1590-ben a velencei Vecellio arról tesz említést, hogy bizonyos Vittore Scarpa elkísérte Gentile Bellinit (1429–1507), aki 1479-ben két évig II. Mehmed szultán udvarában maradt Konstantinápolyban. Egyéb forrás azonban nem erősíti meg ezt a keleti utazást. Egy másik, hitelt érdemlő dokumentum 1486. augusztus 8-áról származik, amelyet Vittore Carpaccio írt alá apja nevében, ez egy nyugta egy ház, vagy műterem bérléséről a Procuratie di San Marcótól. Semmi többet nem tudunk a festőnek sem a gyermek-, sem ifjúkoráról. Kicsit több információ maradt fenn művészi pályájáról, ugyanis megvannak az írásos megrendelések azokra a munkákra, amelyeket vállalt.
Carpaccio kezdettől fogva nagy ügyességet tanúsított a rajzolásban és a színek megválasztásában, amivel felhívta magára a figyelmet. A Scuola di Sant'Orsola (Szent Orsolya testvériség) tagjai 1488-ban úgy döntenek, hogy a templom kápolnájának díszítését rábízzák. A festő első képe, a Szent Orsolya megérkezése Kölnbe 1490-ben készül. Ezt követi a Szent Orsolya apoteózisa 1493, majd öt további jelenetet fest (1495). E sorozattal kezdődik fényes karrierje. Kortársait elkápráztatta a részletek és az építészeti elemek gazdagságával, valamint a figurák nagy számával. A festő eredeti stílusa már első vásznain érzékelhető. Mesélő kedve az elbeszélő sorozatok festőjévé teszik. Áttekinthető kompozíciói miatt a sokalakos történetek ihletett festőjévé válik. Gyorsan megszabadul első mestere, Lazzaro Bastiani (1449 k.–1512) merevnek tartott stílusától, hogy megismerkedhessen a Bellini festőcsalád újító stílusával. Jacopo rajzai inspirálják, majd megismerkedik két fiával Gentilével és Giovannival, akikkel együtt dolgozik a Palazzo Ducale díszítésén. 

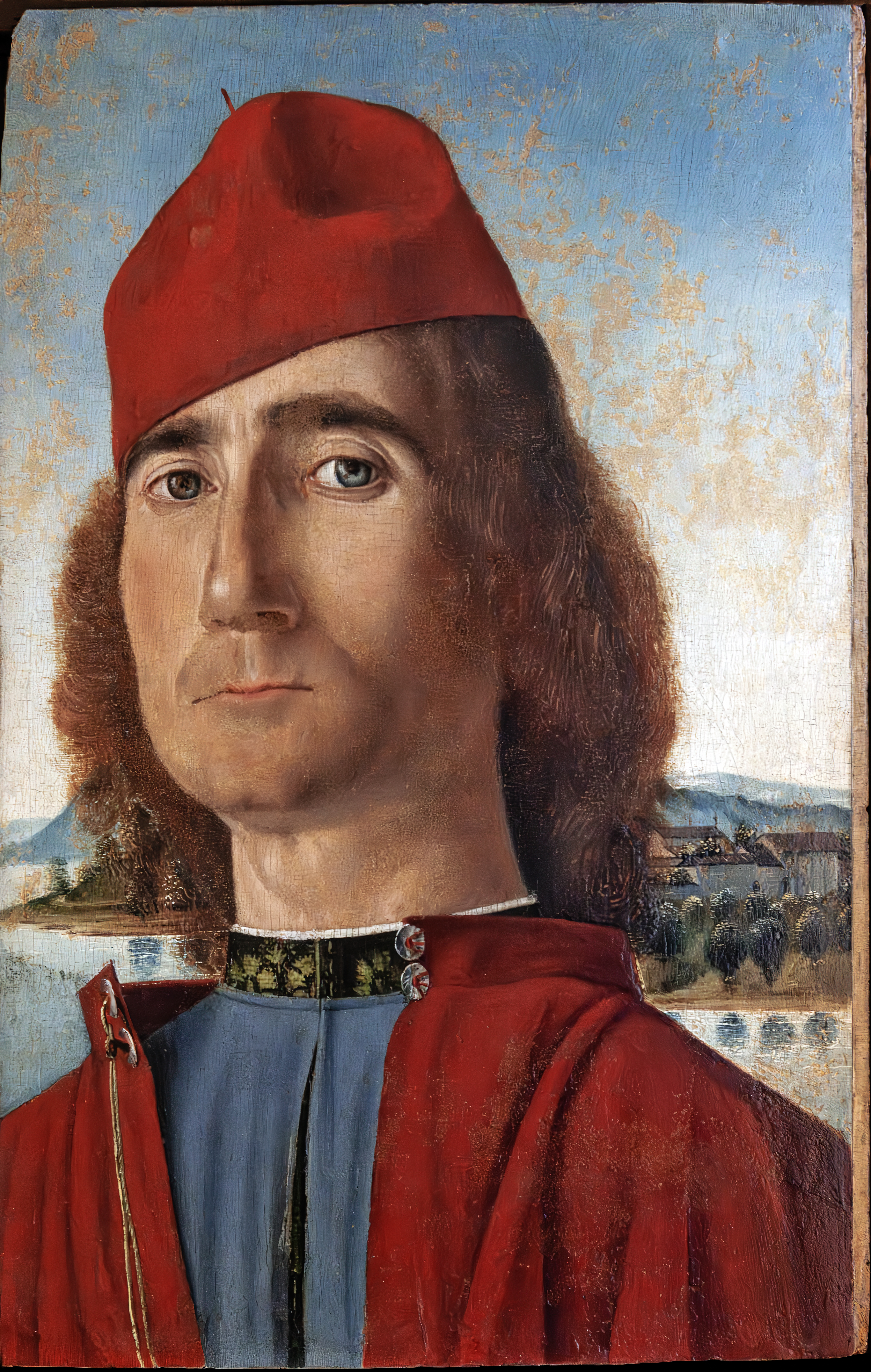
Vörös sapkás férfi

A 20. századi művészettörténészek szerint Lazzaro Bastiani (1449–1512) vagy Antonello da Messina (1430–1479 k.) is hatással volt rá. Carpaccio rövid idő alatt válik igen keresett művésszé. Munkái tetszenek a velencei patríciusoknak, akik 1501-ben összeadnak húsz dukátot a dózsepalota szenátori termébe (sala dei Pregadi) elhelyezendő képre (ma már nincs meg). Egy évvel később a művész egy nagy sorozatba kezd a Scuola di San Giorgio degli Schiavoni részére. Ugyanebben az időben lát hozzá a Szűz Mária életét bemutató sorozat elkészítéséhez a Scuola degli Albanesi részére.
A megrendelések száma arról tanúskodik, hogy Carpaccio, elismert és megbecsült művész, nagy műtermet irányít. Alvise Vivarini (1445 körül – 1505 körül) és Gentile Bellini festők halála után elvállalja Giovanni Bellinivel (1432–1512) együtt havi öt dukátért a dózsepalota nagy tanácstermének a díszítését. Az ő ecsetje alól kerülnek ki a III. Sándor pápa velencei látogatását bemutató vásznak. Sajnos a palota 1577-es leégése után megsemmisültek ezek a képek. A festő magánéletéről és személyiségéről nem sokat tudunk. Annyi ismert csak, hogy egy Laura nevű hölgyet vett feleségül. Házasságukból két fiuk született, Pietro és Benedetto, akik szintén festők lettek. Az olyan művek alapján, mint az Áldozat a templomban és a Lovag, arra következtethetünk, hogy a művész foglalkozott az udvari zenével és költészettel. Számos képén láthatók az akkor divatos hangszerek, mint a lira da braccio, valamint a lant, amit általában kísérőhangszernek tekintettek versek szavalásához. 

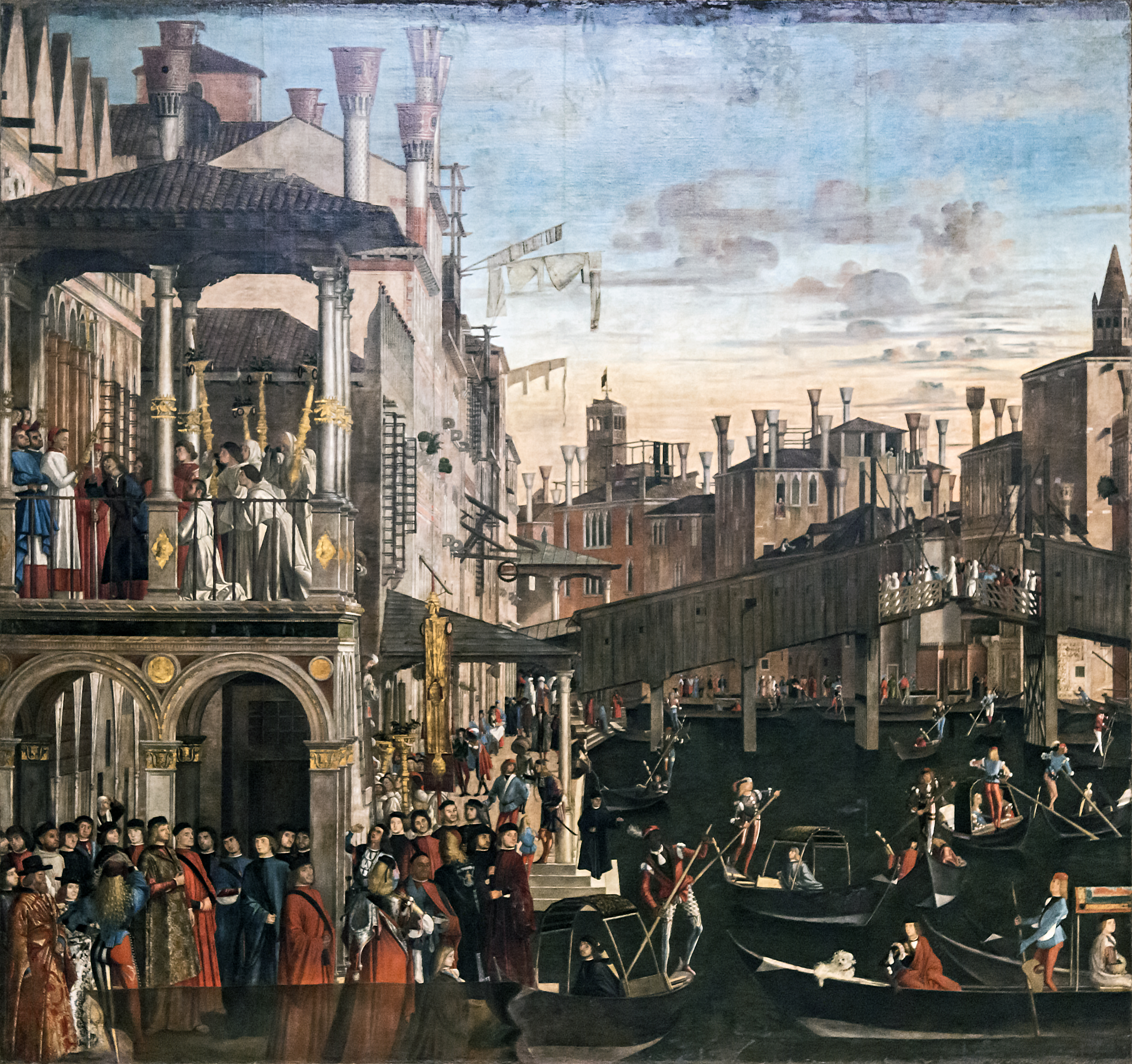
Az igaz kereszt relikviájának csodája

Carpaccio 1511-ben kezdi el a munkát utolsó képsorozatán, amelyet majd csak 1520-ban fejez be. Ez öt darab nagyméretű alkotás, valamint Szent István (vértanú) retabuluma (oltárfelépítmény) a Scuola di Santo Stefano részére. Egyetlen, 1511-ben kelt és a mai napig fennmaradt levele tanúskodik arról, hogy a művész tisztában volt saját értékeivel. A levél címzettje Mantua márkija, Francesco Gonzaga. A szerző tájékoztatja a márkit azokról az intézkedésekről, amelyeket a neki dolgozó egyik festő tett, aki a mester Jeruzsálemet ábrázoló panorámáját szándékozott lemásolni: „E napokban néhány személy elém vezetett egy ismeretlen embert, hogy az nézze meg Jeruzsálemről készített látképemet. Amikor megpillantotta, azonnal győzködni kezdett, hogy adjam el neki a képet, mert az nagyon megtetszett neki és megfelel az ízlésének. (…) Victor Carpathiónak hívnak. Ami a Jeruzsálem képemet illeti, bátorkodom megjegyezni, hogy manapság nincs ehhez fogható minőségét és tökéletes pontosságát, valamint nagyságát (méreteit) tekintve.”
A nagy hivatalos megrendelések alól felmentett, vagy azoktól eltávolított Carpaccio elfogadta az egyházi intézmények megrendeléseit, oltárokat és vallásos témájú egyedi képeket készített. Patrícius családok részére is dolgozott. Utolsó datált művei 1523-ból valók, ezek: Jézus bemutatása a templomban, valamint az Ártatlanok legyilkolása a koperi (Szlovénia) Mennybemenetel-templom orgonája oldalszárnyainak díszítésére.

## Művészete
Életéről keveset tudunk. Munkái személyiségéről többet árulnak el, melyekből a valóság részletesen aprólékos megfigyelése költői művészettel párosul. Reneszánsz festő, akit érdekel a költészet, zene és a színház. Művészetének kialakulásában Andrea Mantegna, az észak művészei: Jan van Eyck, Rogier van der Weyden és Hans Memling a lakásbelsők kompozícióinak, kidolgozásának gondosságában volt jelentős szerepük. Kompozícióiban játékosan alkalmazza az ikonográfiai jelképeket, filozofikus, amikor a halál és az élet törékenységét idézi. Vásznait a velencei polgárok hétköznapi élete ábrázolásának precízsége tölti meg.
A Carpacciót követő nemzedékre nagy hatással volt művészete. Érdeklődést váltott ki a velencei festők körében, különösen Giovanni Bellini tanítványaira: Lorenzo Lotto, Giorgione, Sebastiano del Piombo és id. Palma (1480 k.–1528), Tiziano első munkái Carpaccio műveinek ismeretéről tanúskodnak. Egy időben az ő elbeszélő stílusú kompozícióit tekinti követendő mintának. Hamarosan Jacopo Tintoretto is inspirációt merít néhány művéből. A XVIII. században Pietro Longhi is követi a hétköznapi élet ábrázolásának azt a precizitását és gondosságát, ami Vittore Carpaccio vásznait tölti meg.
Chrytus Salvator Mundi

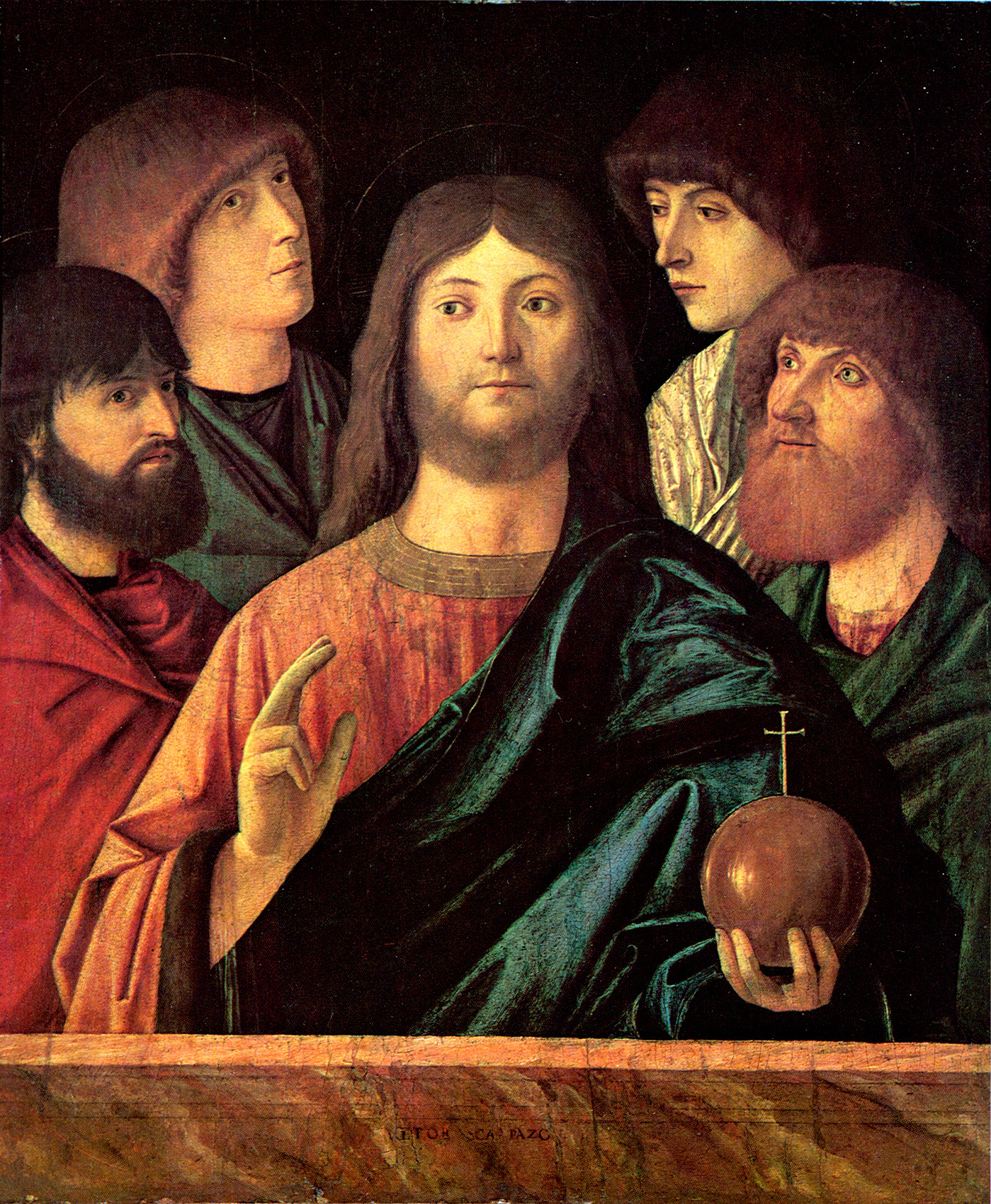
Chrystus Salvator Mundi

A legrégibbnek tartott művét „Vetor Scarpazo” néven szignálja 1490 körül (velencei dialektusban), a kép inspirációja a 15. századi flamand festészettől származik. Témája gyakran megjelent a kisméretű, magáncélokat szolgáló szentképeken. A Megváltó körüli négy szent jelenléte hangsúlyozza az intimitás légkörét. A négy evangélistának tartják őket. A Salvator Mundi csakúgy, mint a későbbi a Halott Krisztus két angyallal című műve jól tükrözi Giovanni Bellini erős hatását. Felfedezhető az általa csodált Antonello da Messina művészete, amelyről Jézus bal kezének perspektivikus rövidülésben történő ábrázolása és a fej rajzolatának geometrikus leegyszerűsítése tanúskodik. A kép 70 x 68 cm méretű, olaj, fatáblára festve.
Szent vér
Sokkal közelebb áll Carpaccio eredeti stílusának esztétikájához Krisztus alakja az 1496-os Szent vér című képen. A hátteret itt egy gyönyörű damaszt függöny képezi, amelyet két angyal tart. A piedesztálon álló Krisztus bal kezével a keresztet öleli magához, amelyre a töviskorona van akasztva, a sebeiből folyó vér ostyává változik, és belehull az eucharisztikus kehelybe. A négy angyal az Úr szenvedéseinek más-más jelképét tartja – lándzsát, szegeket, vesszőt és ecetes vízzel átitatott szivacsot. A háttérben ábrázolt tájban hűen adja vissza Udine panorámáját a jobb oldali hegyoldalon elhelyezkedő várral együtt. Carpaccio a képet az udinei San Pietro Martire templomnak festette, vélhetően a Legszentebb szakramentum oltárára szánták.
Szent Orsolya legendája I.

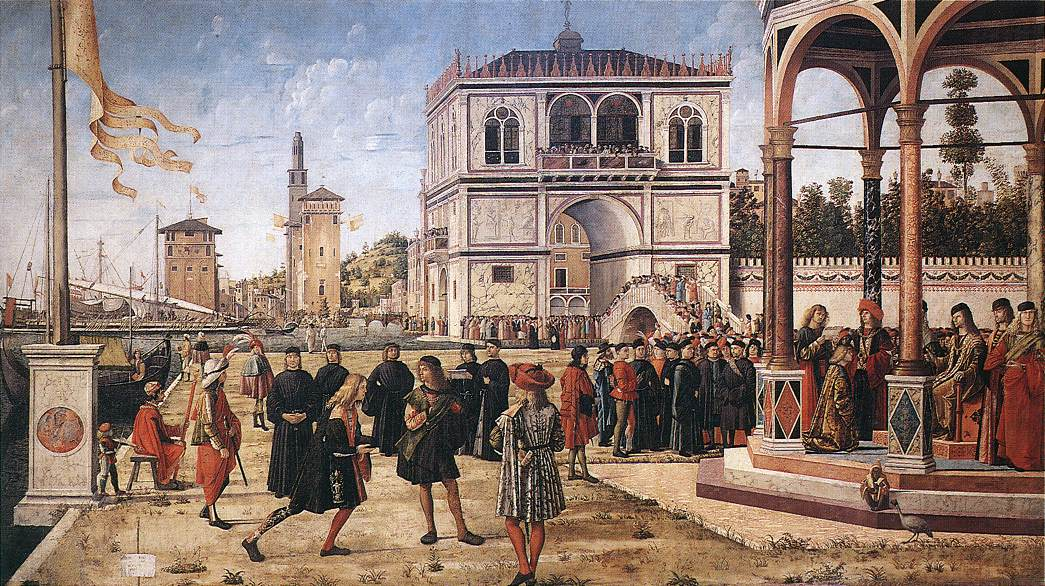
Követek visszatérése

1488-ban megrendelést kap a Szent Orsolya Testvériségtől a Santi Giovanni e Paolo templomban lévő kápolna díszítésére. Ez egy monumentális munka, amely kilenc képből áll, és amelyen a művész csaknem nyolc évig dolgozott. Témája Szent Orsolya életéből való, amit a 13. században Jacopo da Voragine adott közre az „Arany legendá”-ban. Conan, a pogány angolok királya követet küld Notushoz, a britek megtért, keresztény királyához, hogy megkérje Orsolya királylány kezét fia, Etherius számára. Elfogadják a leánykérést, azzal a feltétellel, hogy a vőlegény megkeresztelkedik, és menyasszonyával együtt – akinek a kíséretét tizenegyezer szűzlány adja – Rómába megy pápai áldásért. Így is történik, azonban egy éjszaka Orsolya álmában megjelenik egy angyal, aki vértanúhalált jósol neki. Visszafelé menet a zarándokok Kölnbe mennek, ahol a hunok kezére kerülnek. Orsolyát és kíséretét brutális módon meggyilkolják. Számos festő feldolgozta ezt a legendát, többek között Tommaso da Modena 1355 körül, valamint Hans Memling flamand festő 1489-ben, híres Szent Orsolya ereklyéje című képén. Carpaccio saját változatán olyan részleteket választ, melyek illusztrálása gyönyörű tömegjeleneteket tartalmaz. 

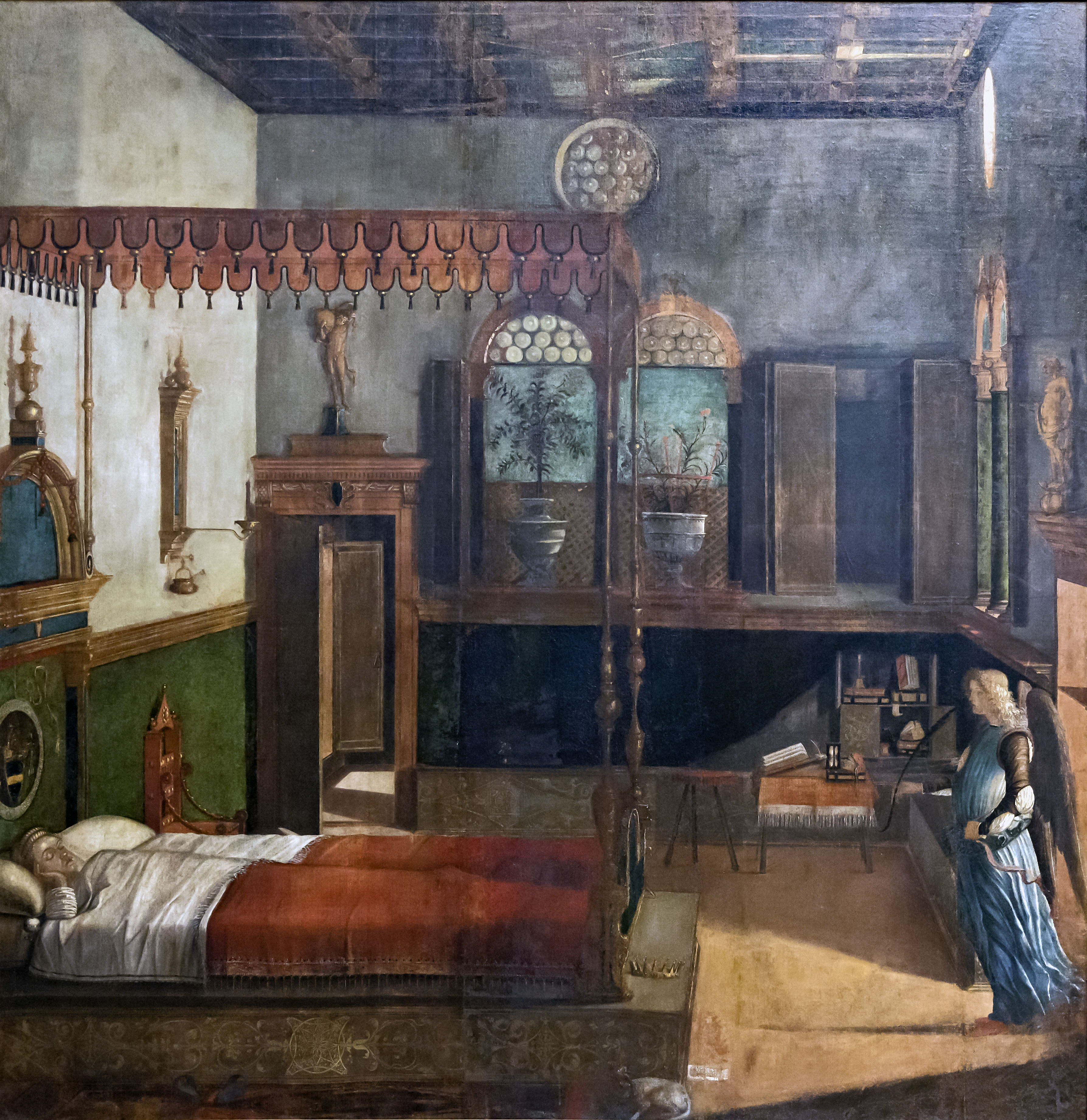
Szent Orsolya álma

A Követek visszatérése című epizód az „Arany legenda” szerint Észak-Európában játszódik, Carpaccio velencei környezetbe helyezi. Az építészeti elemek a művész reneszánsz gyökereit idézi. A pódium lépcsőjén ülő bohócruhás majom, valamint a mellette sétáló gyöngytyúk szellemi elvakultságot jelképez, azaz Conan király és alattvalói pogányságát.
A Szent Orsolya álma című művét a rafinált elegancia, rendkívüli precizitás és az álombéli látomás költői hangulata jellemzi a Vértanúság pálmaágát kezében tartó angyal hírűl adja Orsolyának, hogy ki fogják végezni, a jövendőbeli szent nyugodt álmát azonban semmi sem tudja megzavarni. A kép flamand festők stílusában festett – szobabelsőkre emlékeztető – velencei palota termét ábrázolja, amelyet megvilágítanak a pirkadat fényei.
Szent Orsolya legendája II.

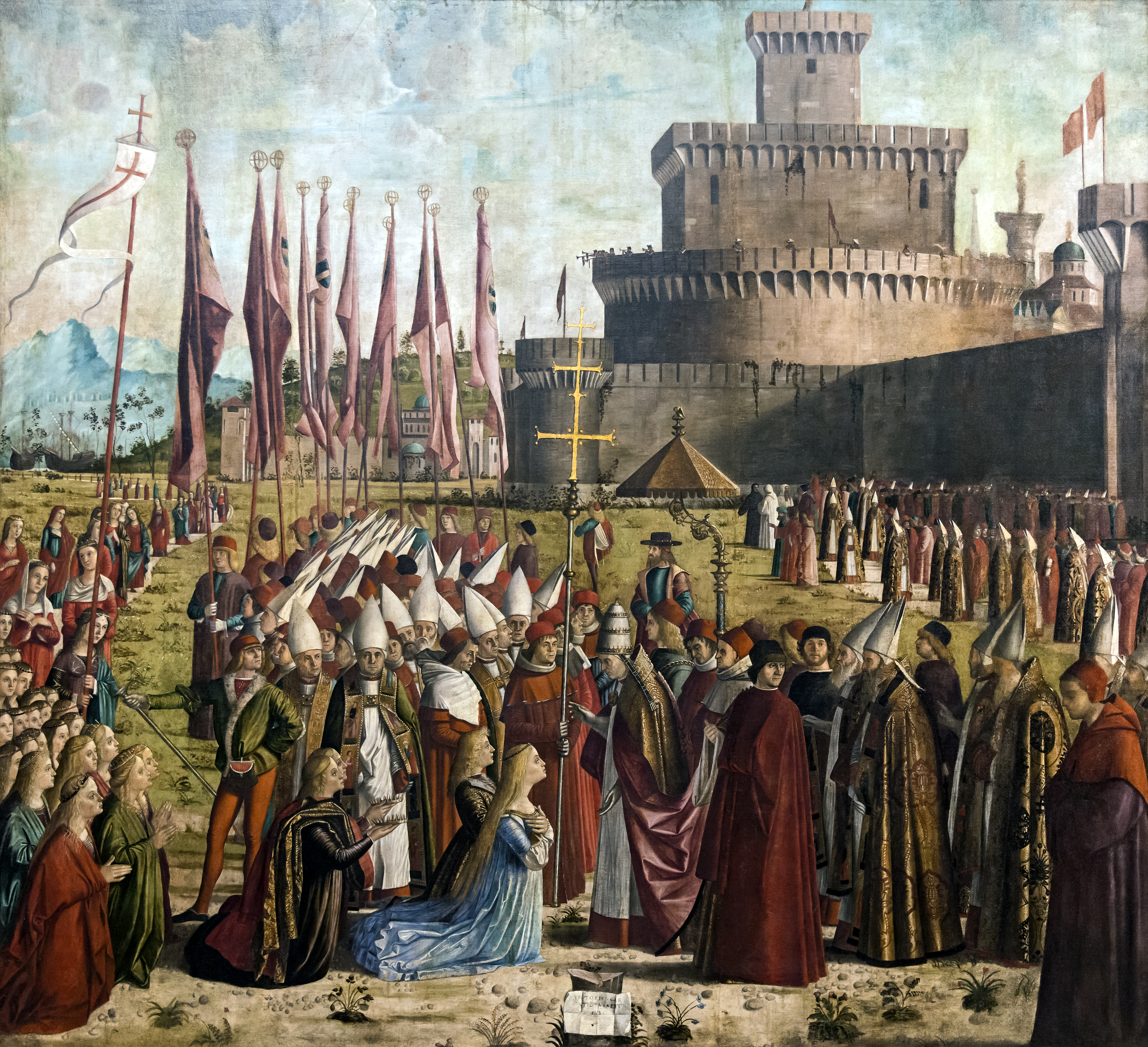
Zarándokok találkozása a pápával

Az „Arany legenda” írja, hogy a Rómába érkező Orsolyát és Etheriust a legendás hírű pápa, Cyriacus fogadja a Római Kúria tagjainak kíséretében. Carpaccio a Zarándokok találkozása a pápával című képének bal oldalán bemutatja Szent Orsolya kísérőinek a kikötőtől hosszan elnyúló menetét, jobb oldalon a pápai kíséret. A középpontban lévő pápai aranykereszt a két csoport összetartozását jelképezi, lezárva a kompozíciót. A háttérben az Örök Város látképét eltakarja az Angyalvár hatalmas épülettömbje. A pápától jobbra áll bő, málnavörös köntösben az a figura (festaiuolo), aki a színházban gesztusokkal és arckifejezésekkel hívja fel a nézők figyelmét az előadás fontos momentumaira. Fejét elfordítva hüvelyujjával mutat a jegyespár megáldásának ceremóniájára. Carpaccio festaiuolója a kiváló humanista, Ermolao Barbaro, akit elűztek Velencéből, és 1491-től Rómában lakik. A mögötte nézelődő szakállas fiatalember talán maga az akkor harmincéves festő.

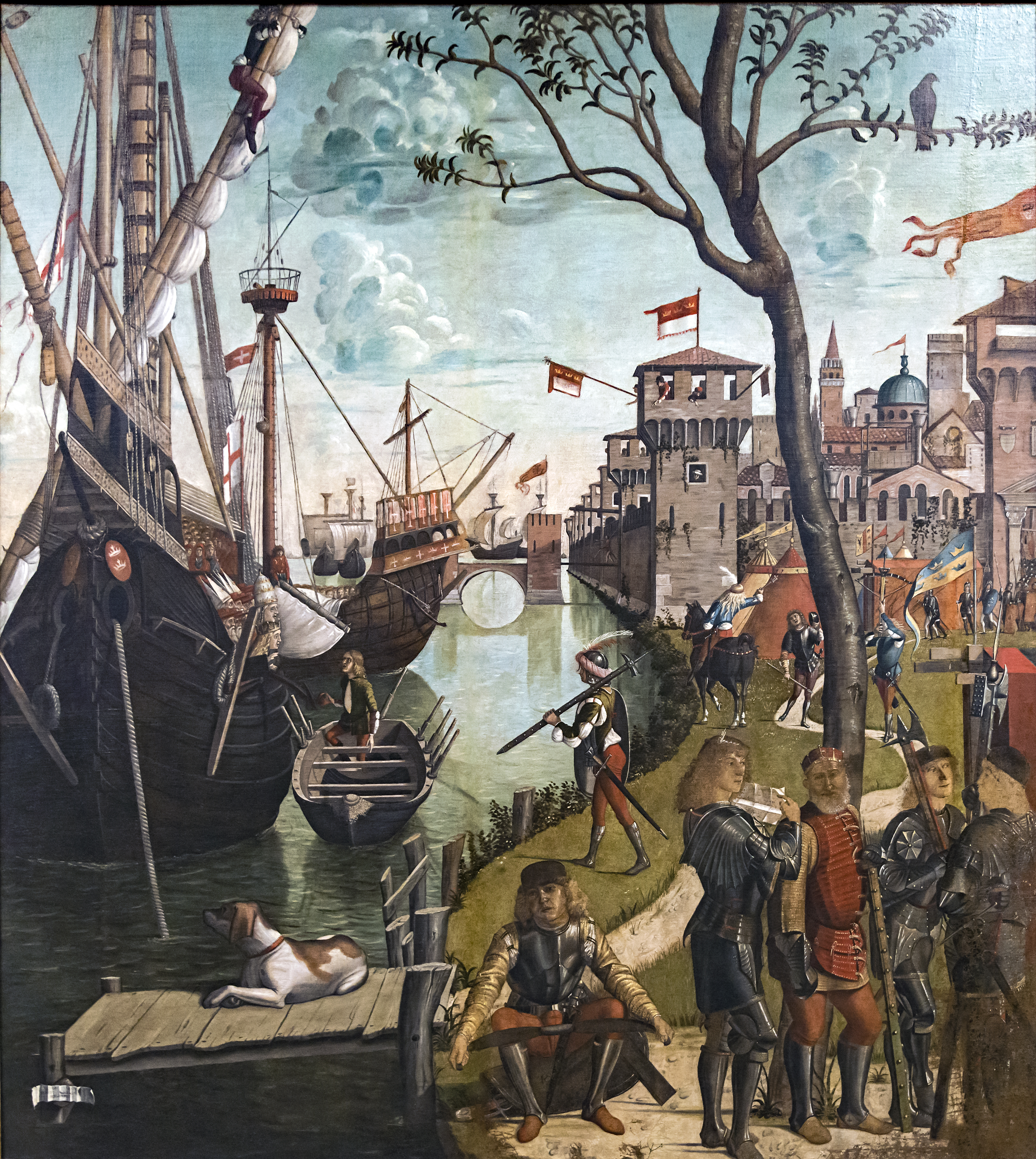
Szent Orsolya megérkezése Kölnbe

A visszainduló Orsolyához, Etheriushoz és a tizenegyezer szűzhöz csatlakozik a pápa és számos egyházi személyiség. Amikor Kölnbe érnek, a várost éppen hunok csapatai ostromolják. Carpaccio nem kronológiai sorrendben festette meg az eseményeket. A sorban a hetedik kép Szent Orsolya megérkezése Kölnbe, amely közvetlenül a vértanúságot megelőző eseményt ábrázolja, elsőként keletkezett. Az akkor még fiatal festőnél meglepő a szakmai biztonság, amit a bal oldalon lévő hajó perspektivikus rövidülésénél, vagy a városfalak által kijelölt vonalak összefutásánál figyelhető meg.
A néhány évvel később keletkezett kép, a Szent Orsolya vértanúsága és temetése. Baloldalt a zarándokok drámai feszültségű borzalmas halálát mutatja be. Orsolya alázattal várja a nyilat, amely egy pillanat múlva el fogja találni.

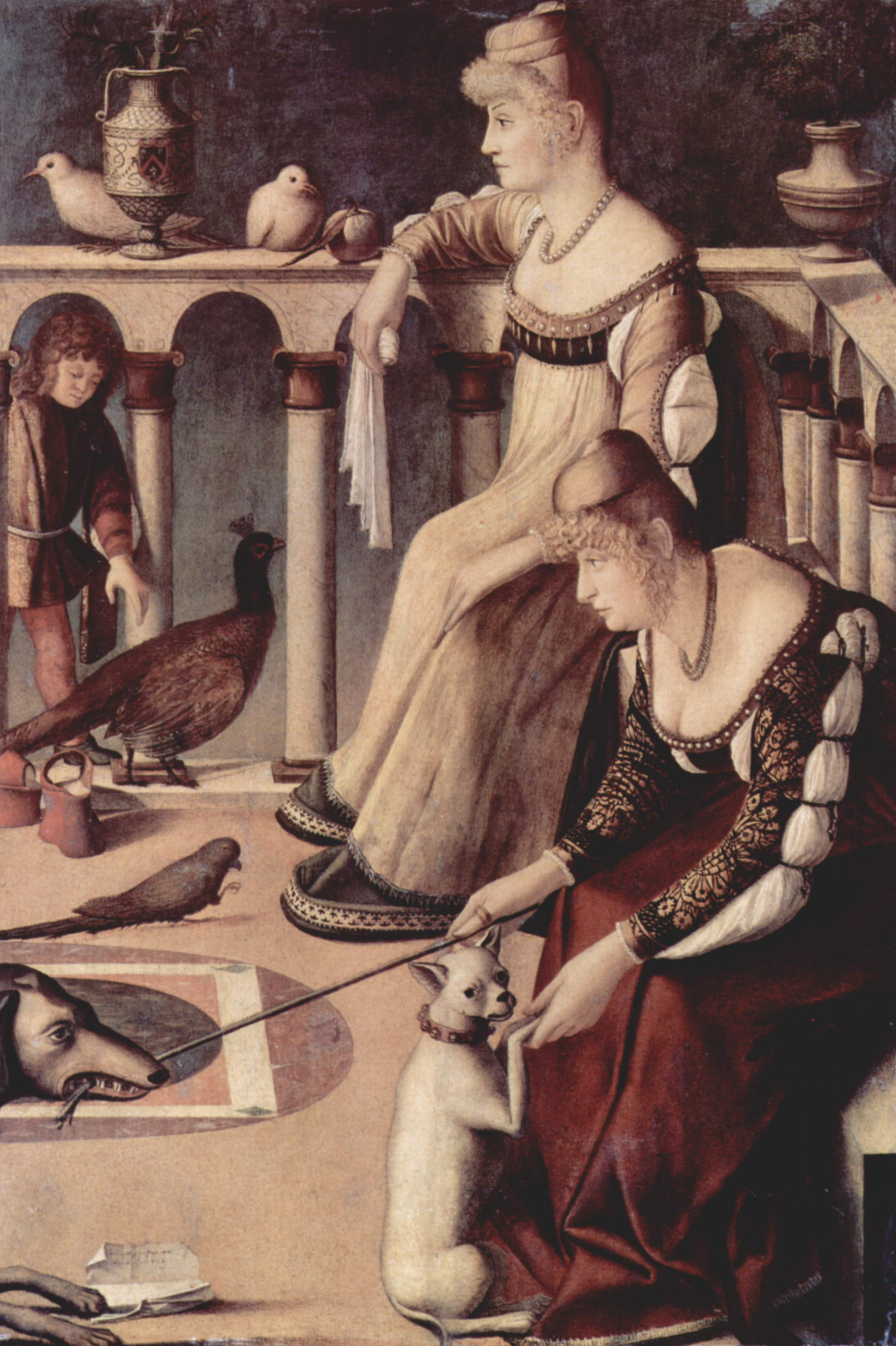
Két velencei nő
Carpaccio kiváló portréfestő volt. Számos figurának, akik a Mária vagy Orsolya történetét illusztráló képen szerepelnek, olyan precízen visszaadott egyéni arcvonásaik vannak, hogy úgy néznek ki, mintha konkrét velencei embereket ábrázolnának, mintha a Serenissima emberei lennének. Az egyik példa a Két velencei nő. A művészettörténészek még ma is vitatkoznak a nők társadalmi helyzetét illetően. „Ki ez a két nő? A hagyomány szerint két kurtizán, vagy két jó házból való velencei dámáról van szó, hiszen címerük a háttérben lévő vázán látható.” Ez annál inkább meggyőző, mivel valószínűen ez a kép Carpaccio egy másik alkotásának változata, (vadkacsavadászatot ábrázol a lagúnában) ez esetben két tiszteletre méltó hölgy várja férje visszatértét a vadászatról.
Női portré (Kurtizán)

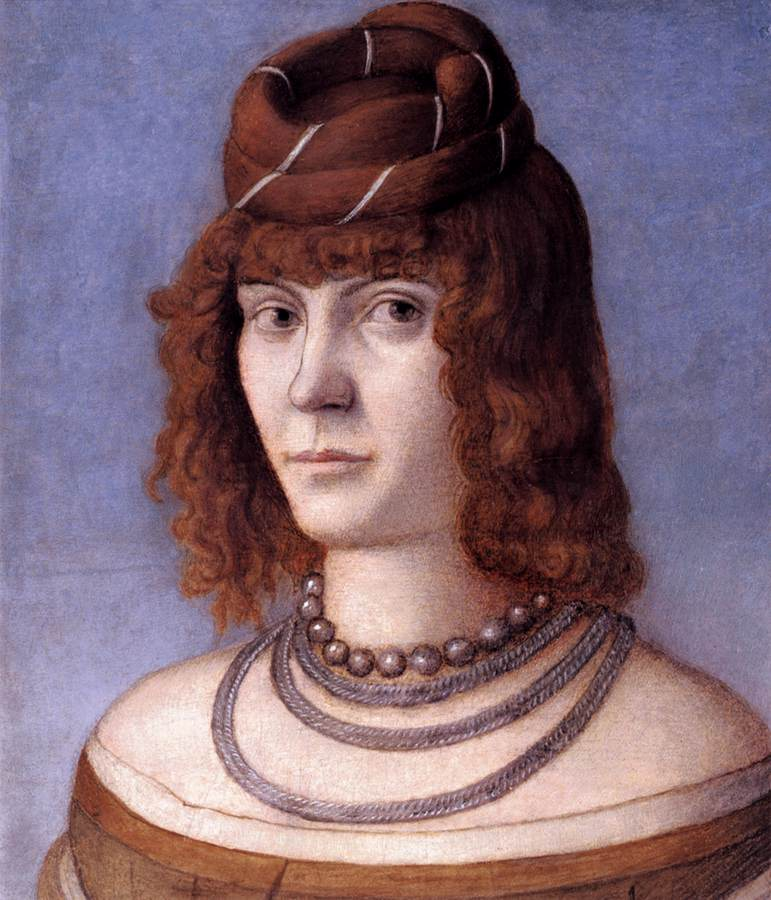
Női portré

A Női portré egy bájos, elegáns velencei hölgy arcképe. A ruha dekoltázsa, a diadém, valamint a négy nyakék és a hangsúlyosan csábító tekintet, mind a kokettálás jegyei. Vélhetően Girolama Corsa Ramos költőnő portréja, aki Carpaccióról ezt írta: 
Az, aki be kívánta bizonyítani tehetségét ábrázolva képemet, munkájába oly nagy művészetet és igyekezetet vitt, hogy mindjárt szót emelek mellette (…) Victor megfestett engem, ti pedig megnézhetitek, hogy méltó renoméjára és legnagyobb dicsőségre, lévén ily mestere művészetének.
Vörös sapkás férfi
Amikor a Vörös sapkás férfit festette, a művésznek sikerült elkapnia a modell – akit egy távoli vízparti tájba helyezett – átható tekintetét. A képet furcsa fény itatja át. Az utóbbi két portrét illetően Carpaccio szerzőségét egyesek kétségbe vonják.
San Giorgio degli Schiavoni-sorozat I.

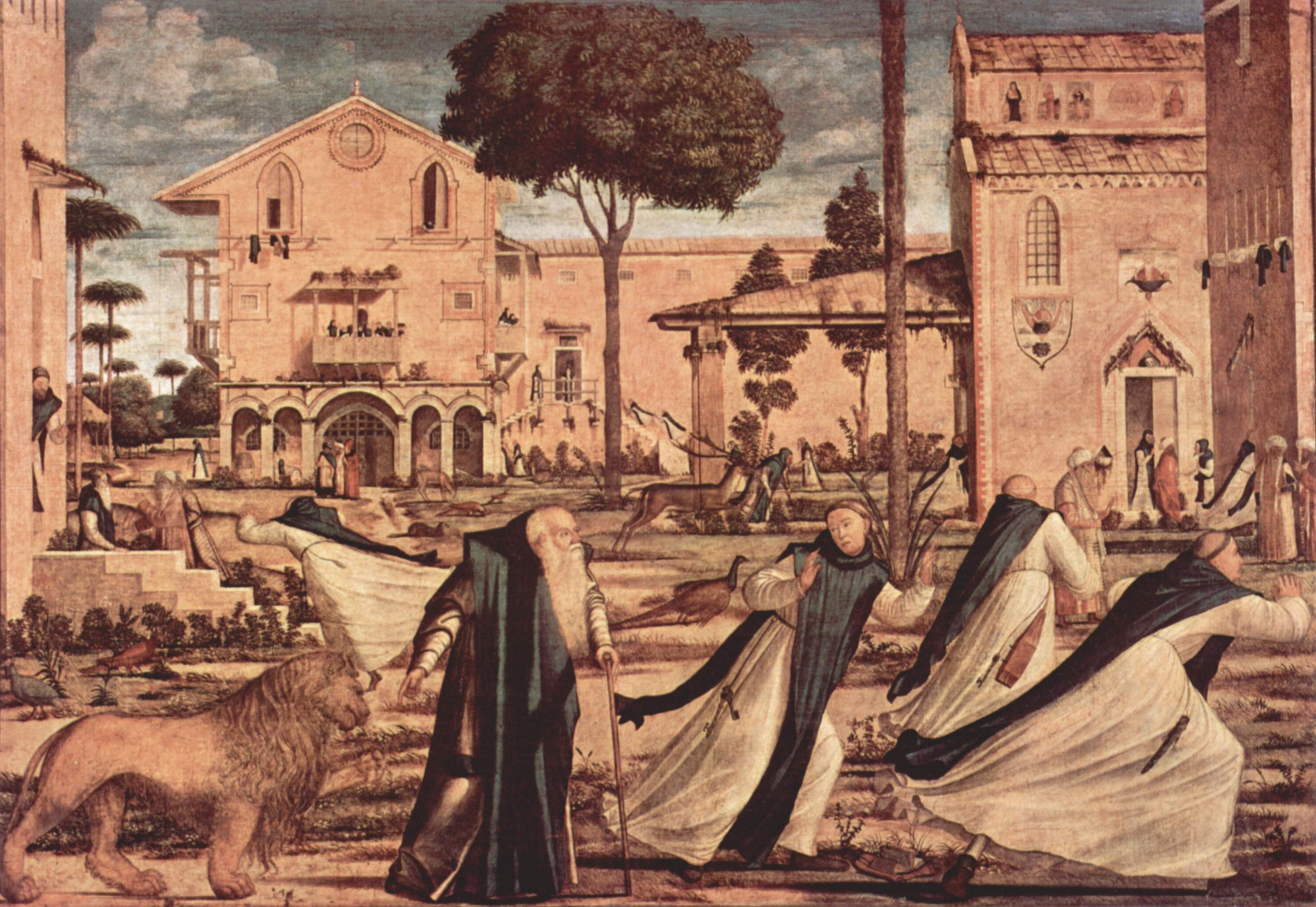
Szent Jeromos a kolostorba vezeti az oroszlánt

Korábbi sikereinek elismeréseként megrendelést kap egy újabb elbeszélő sorozatra a velencei dalmát kerület testvérisége, a Scuola di San Giorgio degli Schiovani részére, amelynek védőszentjei Szent György, Trifon és Jeromos. A sorozat kilenc vászna hét jelenetet mutat be. Carpacciót a Szent Jeromos a kolostorba vezeti az oroszlánt című epizód kompozíciójának megfestésekor az „Arany legenda” ihlette. A legenda szerint Jeromos, a betlehemi kolostorból való szerzetes egy napon kihúzott egy szenvedő oroszlán mancsából egy tövist, amely ezután megbarátkozott a szenttel, és szelíd háziállatként kezdett viselkedni. Azonban a kolostorban az első pillanatban rettenetes pánikot váltott ki a ragadozó látványa. Carpaccio ezt a pillanatot ábrázolja életszerűen és mulattatóan.

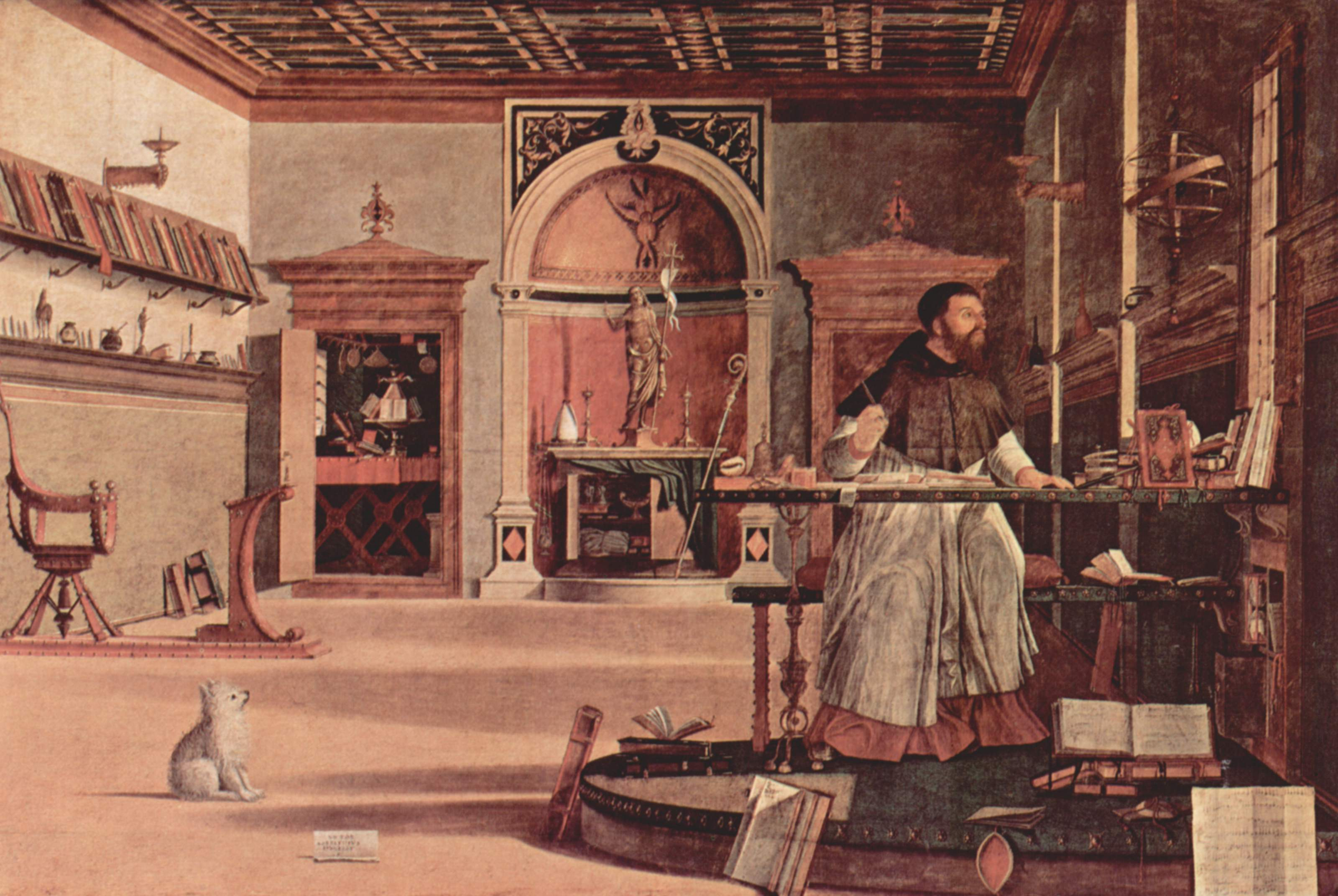
Szent Ágoston látomása

A Szent Ágoston látomása című képen a kis fehér kutya figyelmesen néz gazdájára, mintha érezné, hogy valami rendkívüli dolog történik. Ágoston épp levelet ír Jeromoshoz, kíváncsi ugyanis az örök boldogságra vonatkozó véleményére. Hirtelen nagy fényesség vakítja el, és hallja Jeromos hangját, aki közli vele saját halálhírét és belépését az égbe, miközben a termet természetfölötti fény árasztja el. Az ábrázolás Jan van Eyck és Antonello da Messina képeire emlékeztet.
San Giorgio degli Schiavoni-sorozat II.

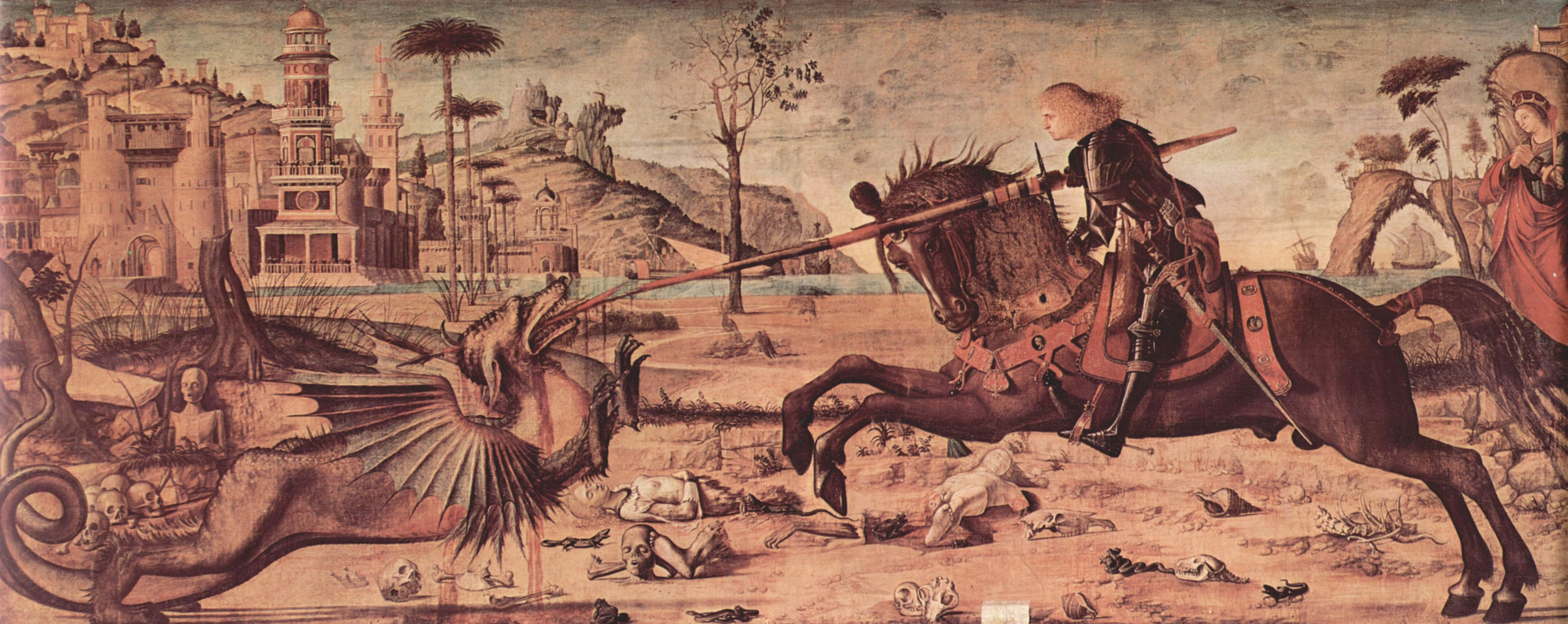
Szent György a sárkánnyal

A Szent György életét bemutató sorozat következő festményei a Testvériség másik patrónusának, Szent Györgynek az életéből merítik témájukat. A Szent Jeromosról szóló derűs, színes és humoros jelenetekkel szemben Carpaccio ezúttal a világ apokaliptikus vízióját viszi vászonra, szintén az „Arany legenda” története alapján, miszerint a líbiai Selena város lakóinak minden nap oda kell vetniük a sárkány elé reggelire egy fiatal lányt, vagy ifjút. Carpaccio a Szent György a sárkánnyal című művében megidézi a középkori lovagi tornák hangulatát, Jacopo Bellini hasonló műveinek inspirációja alapján. A legenda további részét Szent György diadala illusztrálja. A győztes a sebesült sárkányt a városba viszi és a városlakók szeme láttára megöli. Az épületekben csakúgy, mint az öltözékben Carpaccio gondosan eleveníti meg az arab kultúrára jellemző.
Santa Maria degli Albanesi-sorozat
„Carpaccio ugyan szerette az ünnepélyes ceremóniákat, de nem kevésbé kedvelte az egyszerű jeleneteket. Másként szólva értéke abban rejlik, hogy ő az első életképfestő az olasz festészetben” A Scuola di San Giorgio degli Schiavoni részére készülő megrendeléssel egyszerre fest Carpaccio egy másik ciklust is az 1442-ben alapított Scuola da Santa Maria degli Albanesinek. Ezen a cikluson dolgozik 1502–1507 között. Elkészíti Szűz Mária életének jeleneteit bemutató sorozatot: Szűz Mária születése, Szűz Mária bemutatása a templomban, Szűz Mária eljegyzése, Angyali üdvözlet. Ezeknek a képeknek a minőségét nem tartják olyan jónak, mint az előző sorozatot, ez arról tanúskodik, hogy bizonyára itt igénybe vette munkatársai segítségét is.
Sacra Conversazione

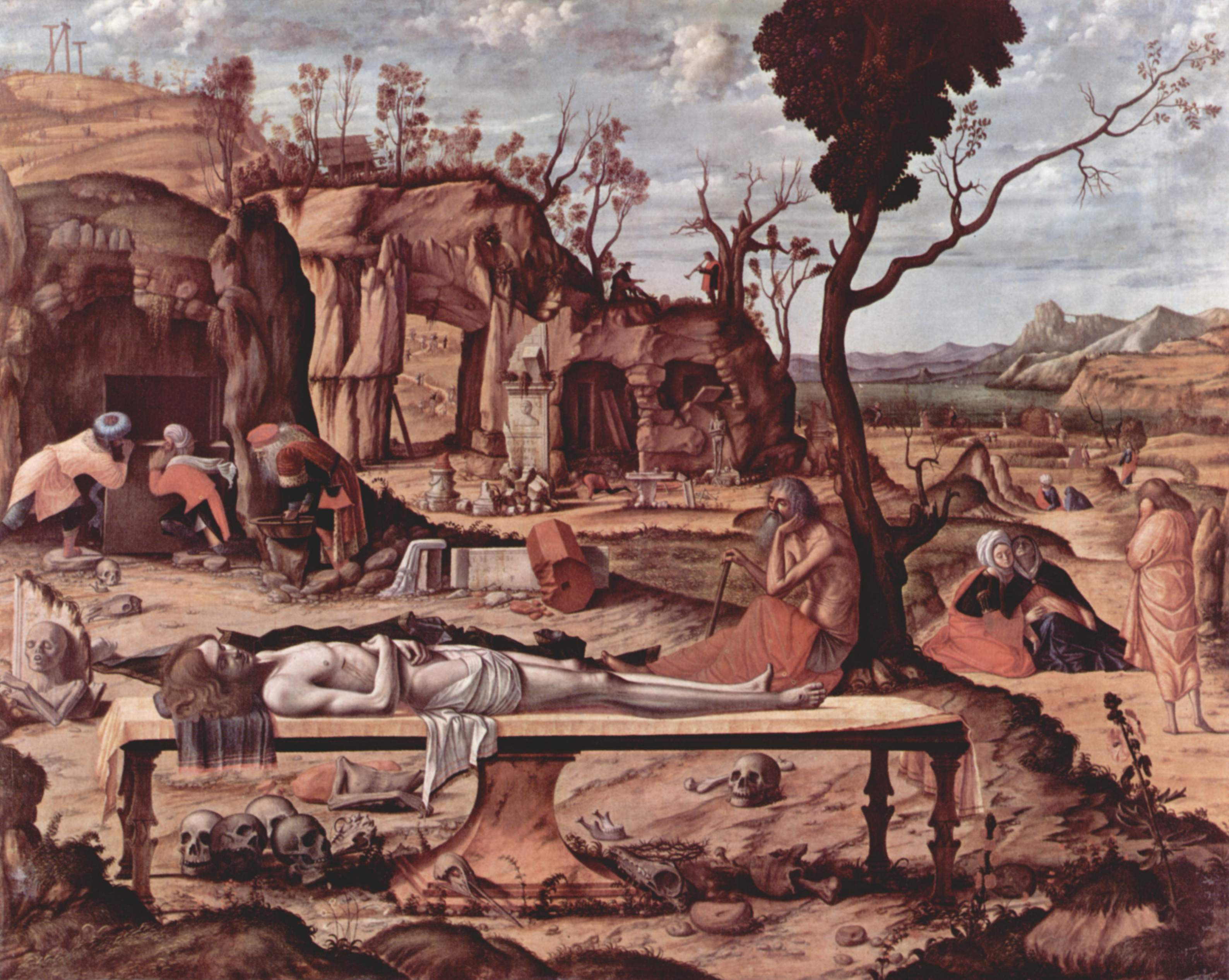
Krisztus siratása

A monumentális munkák után felszabadultabb és szoborszerűbb lesz Carpaccio stílusa. A Sacra conversacione összegzi a szerző művészetének lényegét. A Madonna, Jézus és Keresztelő Szent János alkotta központi csoport mellett balról Joachim és Anna, Mária szülei, jobbról viszont Erzsébet és Zakariás, Szent János szülei láthatók. Hátul rét, mögötte folyó, távolban hegyek láthatók. A sziklaív a kép terét vízszintesen szeli át, kijelölve a fő képsíkot. Hasonló sziklaformáció látható a Krisztus siratása című képen. A jelenet közvetlenül a Krisztus halála pillanatában bekövetkezett földrengés után játszódik.
Lovag
Az 1510 körül festett 218 x 151 cm-es méretű festmény a Thyssen-Bornemisza Múzeum Madrid képei között látható. Nem ismert, hogy kit ábrázol a fiatal Lovag személyében. A képen látható jelképek sokasága utal a megbízó kilétére, aki valamelyik udvar képviselője lehetett, valószínűsíthetően itáliai. A kép bal alsó sarkában lévő fehér papírra írt „Malo mori quam foedari” (Inkább a halál, mint becstelenség) jelmondat, valamint a lovon ülő apród színei a nápolyi Hermelin Rendhez tartoznak. Ez a kis hermelin (az ártatlanság jelképe) is megerősíti, amely ott kúszik el a jelmondatot tartalmazó tábla alatt. Mivel ez néhány nagy olasz család közös jelmondata, a történészek egy része úgy véli, hogy a kép az 1493-ban elhunyt olasz humanista, Ermolano Barbaro halál utáni idealizált mása. Más értelmezések szerint itt Francesco da Montefeltro unokájáról, Urbino hercegéről, Francesco Maria della Roveréről (1490–1538) van szó. A Lovag, tekintet nélkül a modell nevére, fontos helyet foglal el a festészet történetében, ugyanis az egész alakos portré egyik legkorábbi példája. A festő a sólyom (a halál jelképe) és a szürke gém (a hosszú élet szimbóluma) közötti légi küzdelmet ábrázolva céloz a hadiszerencse forgandóságára, és emlékeztet arra, milyen fontos az állandó éberség, óvatosság.
Áldozat a templomban

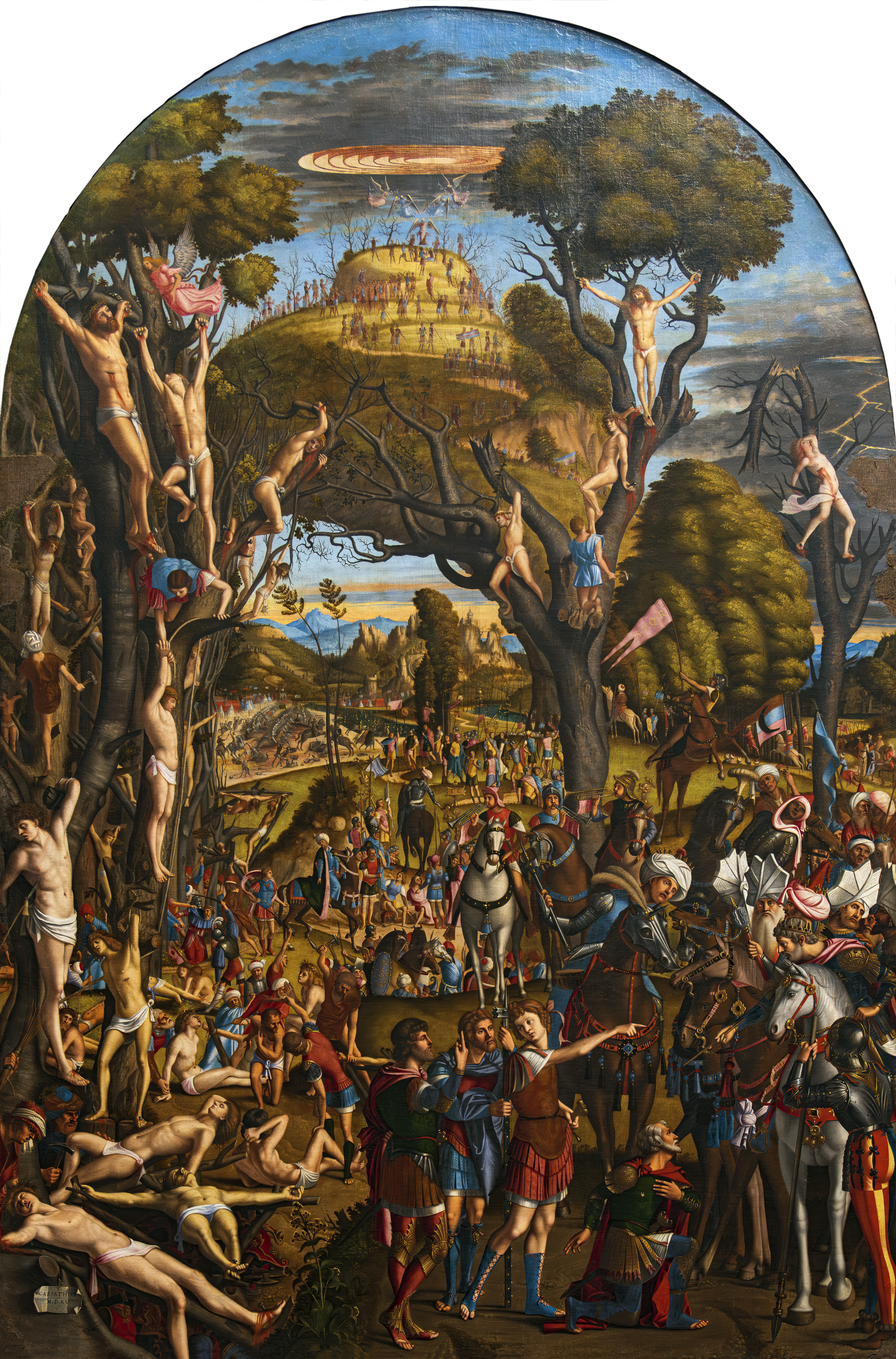
Tizezer keresztény vértanúsága

Az Áldozat a templomban című nagyméretű (421 x 236 cm) fára festett oltárképe Carpaccio legfontosabb fogadalmi oltárképe. Ez a kép először a velencei Szent Jób (San Giobbe) templomban volt elhelyezve, ahol még ma is látható a kőkeret, amely a festmény díszletének építészeti meghosszabbítása volt. Carpaccio akkor ábrázolja Jézust a főpapnak bemutató Máriát, amikor negyven nappal az elsőszülött fiú születése után elviszi a templomba. A festő koloritjában az intenzív zöld, kék és vörös dominál az aranysárga mellett. A másik nagy oltárképe, a Tízezer keresztény vértanúsága legendáját mutatja be: a IV. század végén a perzsa király parancsára az Ararát-hegyen keresztre feszítettek tízezer keresztény katonát. A kompozíciót Dürer hasonló témájú metszete inspirálta.
Scuola di Santo Stefano

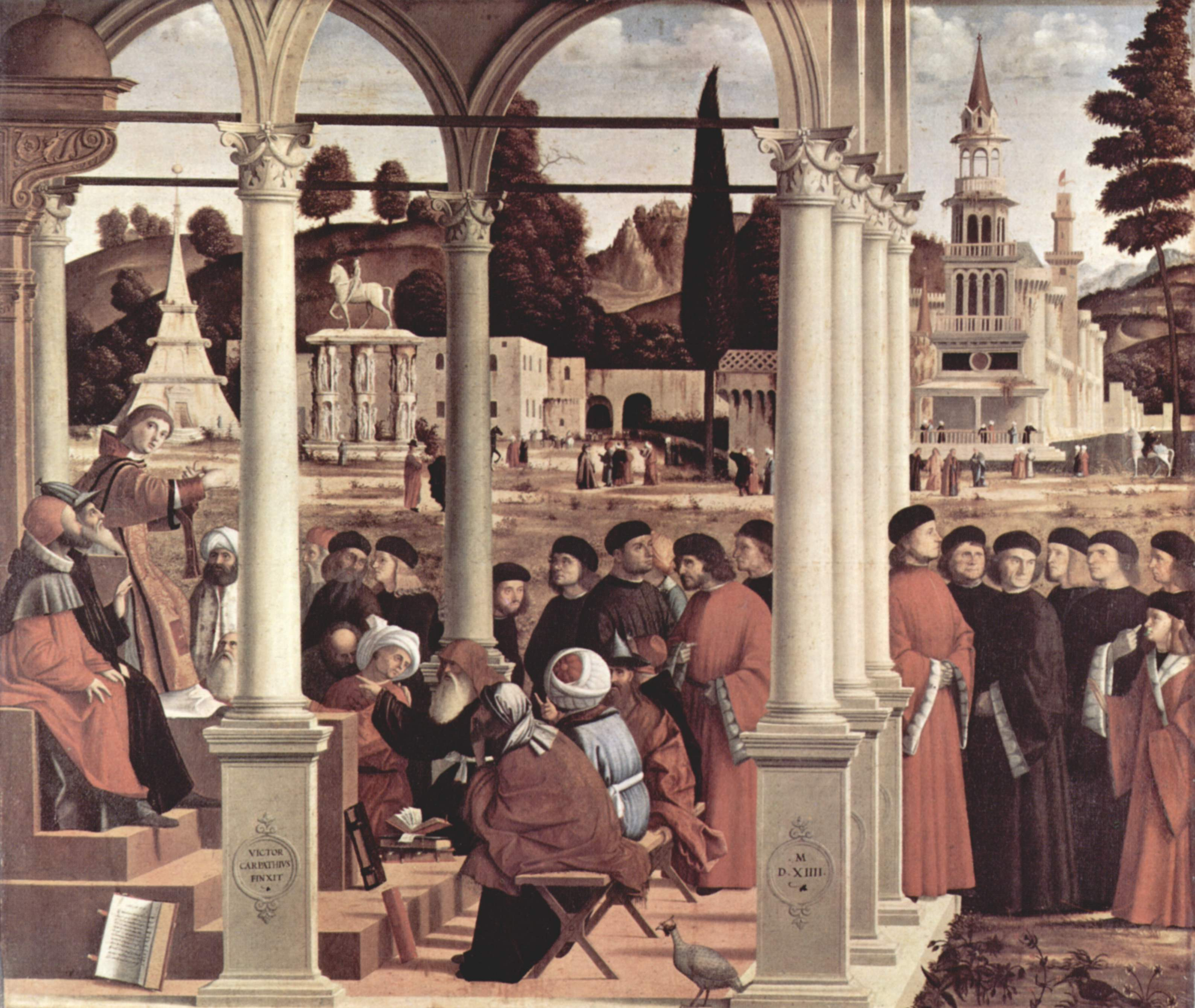
Szent István (vértanú) disputája

Az 1298-ban alapított Scuola di Santo Stefano az egyik legrégibb testvériség Velencében. Székházukat a XV. században építették a San Stefano templommal szemben. 1511-ben a társaság megrendeli az első emeleti terem dekorációját Carpacciónál. A négy fennmaradt kép Szent István, a kőfaragók és köszörűsök patrónusa életének jeleneteit illusztrálja. Ugyancsak ez az utolsó elbeszélő ciklus tanúskodik a festő részletek iránti érdeklődéséről. A Szent István prédikációja leegyszerűsíti az első és a második képsík közötti átmenetet, a fontosabb szereplők kiemelésével hívja fel a néző figyelmét. A pogányságot jelképező megrongált pódiumon álló szent emberekhez beszél. A háttérben Jeruzsálem, az égi város, a kereszténység fővárosának panorámája látszik. 1513-ban készül Szent István disputája című képe Szent Istvánt ábrázolja könyvekkel körülbástyázott, zsidó doktorokkal folytatott heves teológiai vita közepette. A távolban látható lovas szobrot Verrocchio Colleoni zsoldosvezért ábrázoló szobra inspirálta.